# Vattenledningssjön
Vattenledningssjön är en sjö i Norrtälje kommun i Uppland och ingår i Åkerströms huvudavrinningsområde. Sjön har en area på 0,0733 kvadratkilometer och ligger 33,1 meter över havet. 
Med den namngivning av vattendrag som används av VISS avvattnas Vattenledningssjön av Åkersströmmen. Enligt Lantmäteriets topografiska karta avvattnas sjön av ett namnlöst biflöde till Lindbergaån som fortsätter ner till havet via följande vattendrag: Holmbroån, Storån, Helgöån, Husaån och Åkers kanal.

## Delavrinningsområde
Vattenledningssjön ingår i det delavrinningsområde (662371-163104) som SMHI kallar för Ovan 662200-163028. Medelhöjden är 26 meter över havet och ytan är 43,31 kvadratkilometer. Det finns inga avrinningsområden uppströms utan avrinningsområdet är högsta punkten. Avrinningsområdets utflöde Åkersström (Långripan) mynnar i havet. Avrinningsområdet består mestadels av skog (51 procent) och jordbruk (37 procent). Avrinningsområdet har 0,18 kvadratkilometer vattenytor vilket ger det en sjöprocent på 0,4 procent.